# Новогригоровка (Кропивницкий район)
Новогриго́ровка (укр. Новогригорівка) — село в Первозвановской сельской общине Кропивницкого района Кировоградской области Украины
Население по переписи 2001 года составляло 42 человека. Почтовый индекс — 27604. Телефонный код — 522. Код КОАТУУ — 3522582402.